# Basiprionota sumatrana
Basiprionota sumatrana es un coleóptero de la familia Chrysomelidae.
Fue descrita científicamente por primera vez en 1912 por Weise.